# Dwayne Croft
Dwayne Croft (Cooperstown, 1961) è un baritono statunitense che ha cantato in più di 500 spettacoli in 38 ruoli al Metropolitan Opera.

## Biografia
Ha vinto il Richard Tucker Award nel 1996.
Ha creato il ruolo di Nick Carraway in Il grande Gatsby di John Harbison nel 1999, quello di Jaufré Rudel in L'Amour de loin di Kaija Saariaho nel 2000 e quello di Robert E. Lee in Appomattox di Philip Glass.
Suo fratello, Richard Croft, è anche lui un cantante d'opera, tenore lirico, di fama internazionale.
Nativo di Cooperstown, New York, è stato sposato con il soprano basco Ainhoa Arteta, dalla quale ha una figlia, Sarah.

## Incisioni
- 1999: En Concierto - Ainhoa Arteta e Dwayne Croft con l'Orquestra Sinfonica de Castilla y Léon, Direttore Bragado Darman, Rtve Musica 65126 - registrato dal vivo il 9 agosto 1999 al Palacio de los Festivales in Cantabria, Spagna[3]

## Videografia
- The Metropolitan Opera Gala 1991. Deutsche Grammophon DVD, 00440-073-4582
- James Levine's 25th Anniversary Metropolitan Opera Gala (1996), Deutsche Grammophon DVD, B0004602-09